# IPhone 6
Vous lisez un « bon article » labellisé en 2021.
Pour les articles homonymes, voir iPhone (homonymie).
L'iPhone 6 est un smartphone, modèle de la 8e génération d'iPhone d'Apple, sorti aux côtés de l'iPhone 6 Plus. Ils succèdent aux iPhones 5s et 5c et précèdent les iPhones 6s et 6s Plus. Les deux modèles sont présentés le 9 septembre 2014, lors d'une keynote à Cupertino, en Californie. Ils sont commercialisés dix jours plus tard, le 19 septembre 2014 et sont remplacés le 9 septembre 2015 par les iPhone 6s et 6s Plus. Par rapport à leurs prédécesseurs, ils sont dotés d'écrans plus grands — de 4,7 et 5,5 pouces, d'un processeur plus rapide, d'appareils photo plus performants, d'une meilleure connectivité LTE et Wi-Fi et prennent en charge les paiements mobiles grâce à la technologie NFC. Ils sont fournis avec le système d'exploitation mobile iOS 8 et supportent toutes les mises à jour jusqu'à iOS 12.5.7.
Les commentaires sont globalement positifs. Même s'ils restent perfectibles, leur nouvelle conception, leurs caractéristiques techniques, leur appareil photo et la durée de vie de la batterie sont considérés comme des améliorations par rapport aux modèles précédents. Les critiques concernent essentiellement la conception de la coque et la faible résolution de l'écran par rapport aux smartphones de marques concurrentes. Leurs excellentes ventes font d'eux les smartphones les mieux vendus de toute la gamme iPhone.
Ils souffrent cependant de plusieurs défauts de conception, le plus important étant le fait qu'ils puissent se plier sous l'effet d'une forte pression (ce qui déclenche l'affaire dite du Bendgate). En raison de ce manque de rigidité, le matériel interne de l'écran tactile pourrait perdre sa connexion avec la carte mère du téléphone. En outre, certains modèles d'iPhone 6 Plus présentent des problèmes d'appareil photo, notamment de mauvais fonctionnement de la stabilisation optique.

## Description
La conception de ces modèles est influencée par celle de l'iPad Air avec une vitre incurvée sur les bords de l'écran et un boîtier en aluminium qui contient deux bandes de plastique pour l'antenne,. Les deux variantes sont par ailleurs disponibles dans les couleurs Space Gray, Silver, Gold,. L'iPhone 6 a une épaisseur de 6,9 millimètres, tandis que l'iPhone 6 Plus a une épaisseur de 7,1 millimètres ; tous deux sont plus fins que leur prédécesseurs, ce qui accroît le risque de pliage des smartphones, d'autant plus qu'ils sont plus longs.

### Caractéristiques techniques

#### Écran

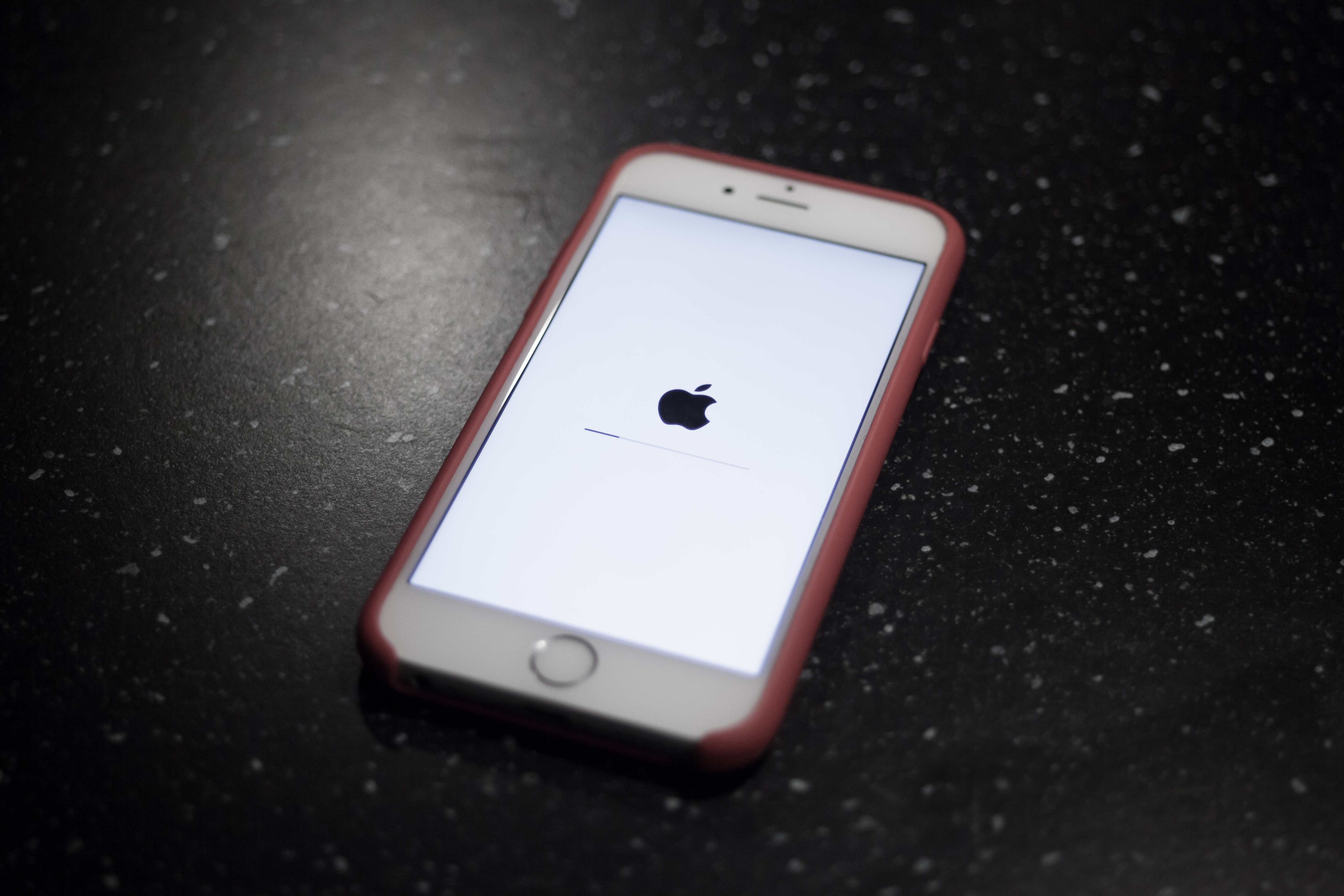
Un iPhone 6 en mise à jour.

Ces smartphones sont équipés d'un écran Retina HD LCD Multi-touch. Celui de l'iPhone 6 mesure 4,7 pouces avec une définition en 16:9, soit une taille de 1 334 × 750 pp, tandis que celui de l'iPhone 6 Plus mesure 5,5 pouces soit une taille de 1 920 × 1 080 pp. Les écrans utilisent un panneau LCD à domaines multiples, appelé « pixels à double domaine »; les composants RVB eux-mêmes sont inclinés de manière que chaque pixel soit vu sous un angle différent. Cette technique permet d'améliorer les angles de vision de l'écran.
Afin d'améliorer son accessibilité, le bouton d'alimentation est déplacé sur le côté du smartphone.

#### Appareil photo
L'appareil photo arrière permet de filmer des vidéos en Full HD à 1080p avec 30 ou 60 images par seconde et des vidéos au ralenti en HD à 720p avec 120 ou 240 images par seconde, alors que son prédécesseur enregistre entre 30 et 120 images par seconde. Des photos peuvent être prises lors de l'enregistrement vidéo, avec une définition de 4 mégapixels. La mise au point est faite par un autofocus à détection de phase. Le capteur avant possède une définition de 1,3 mégapixel, permettant d'enregistrer des vidéos jusqu'à 720p avec 30 images par seconde, avec une ouverture de f/2,2 et la prise en charge des modes rafale et HDR,.
L'appareil photo de l'iPhone 6 Plus est presque identique, mais comprend en outre une stabilisation d'image,. Cependant, cette option n'est disponible que pour la photographie ; elle se désactive lors de l'enregistrement vidéo,.

#### Connectivité
La connectivité LTE est améliorée pour devenir LTE Advanced, et prend en charge plus de 20 bandes LTE en même temps, soit sept de plus que son prédécesseur l'iPhone 5s avec une vitesse de téléchargement allant jusqu'à 150 Mbit/s,.
Les smartphones prennent en charge la NFC. Initialement, cette fonction est utilisée pour Apple Pay, — un système de paiement mobile — qui permet aux utilisateurs de stocker leurs cartes de crédit et cartes de fidélités dans l'application Passbook pour les utiliser lors de paiements en ligne et d'achats au supermarché.
L'iPhone 6 est équipé d'une batterie de 1 810 mAh, tandis que l'iPhone 6 Plus reçoit une batterie de 2 915 mAh, toutes deux non remplaçables par l'utilisateur,,.

#### Capteurs
Ce sont les premiers iPhones à être équipés d'un baromètre,. Comme leurs prédécesseurs, ils disposent en outre d'un accéléromètre, d'un gyroscope et d'une boussole numérique,.
Ils sont également dotés, comme leur prédécesseur, de la fonctionnalité Touch ID, un capteur qui permet de reconnaître l'empreinte digitale de l'utilisateur et peut déverrouiller l'appareil ou payer avec la carte de crédit via l'application Passbook.

#### Processeur et mémoire
Les deux modèles sont équipés d'un processeur SoC Apple A8 et d'un co-processeur de mouvement M8,. Phil Schiller affirme que le processeur apporte une augmentation de 25 % des performances de calcul, une augmentation de 50 % des performances graphiques et une réduction de la dissipation de chaleur par rapport à son prédécesseur.

### Logiciel
Les smartphones sont fournis avec iOS 8, le système d'exploitation d'Apple. Les applications peuvent profiter de la taille accrue des écrans pour afficher plus d'informations. Afin d'améliorer leur capacité d'utilisation, un geste est ajouté ; en appuyant deux fois sur le bouton Home, les utilisateurs font glisser la moitié supérieure du contenu de l'écran vers la moitié inférieure,. En juin 2018, la société annonce que les appareils peuvent supporter les mises à jour jusqu'à iOS 12. 

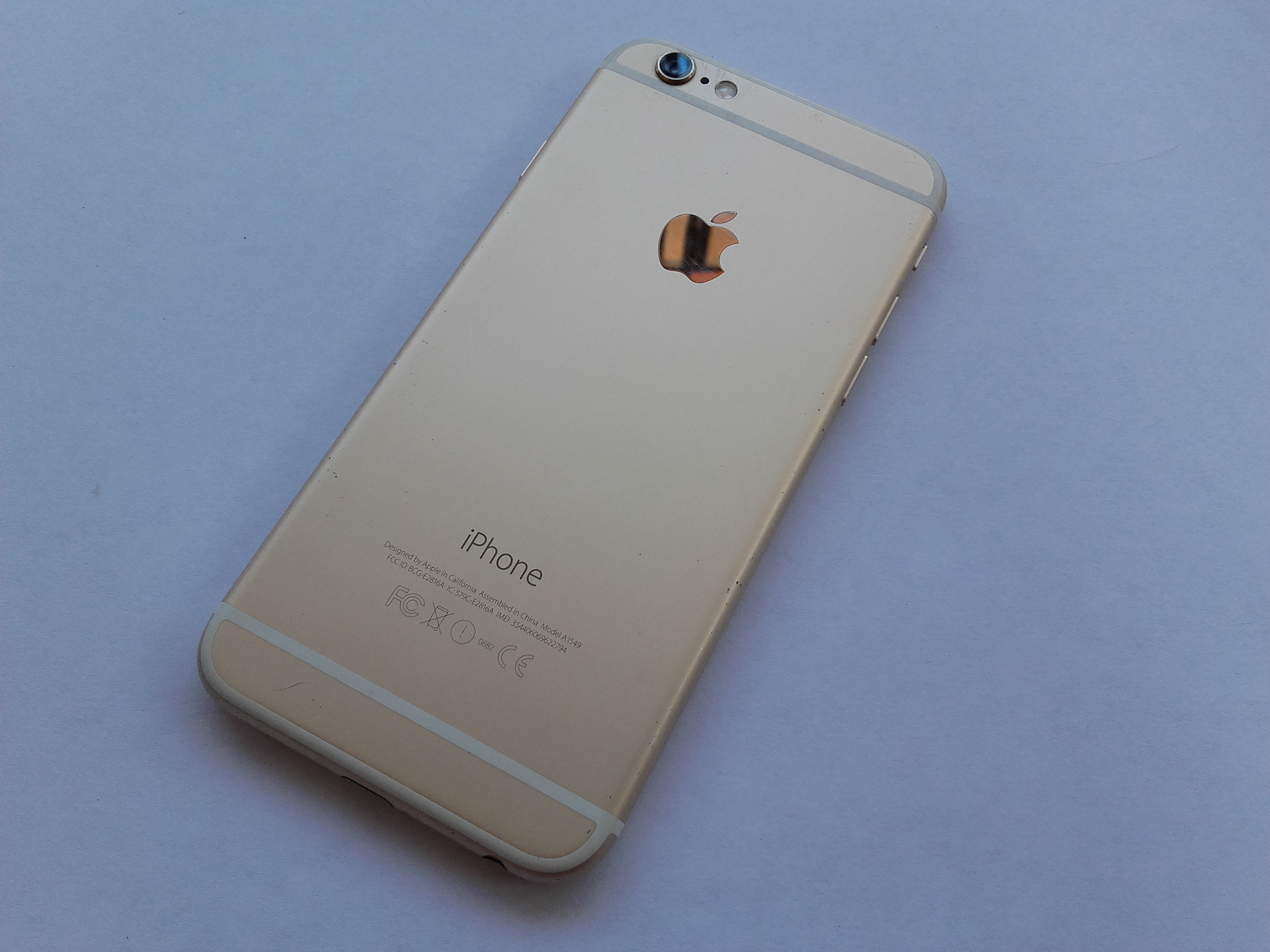
Face arrière d'un iPhone 6 de couleur or, dévoilant les antennes en blanc.
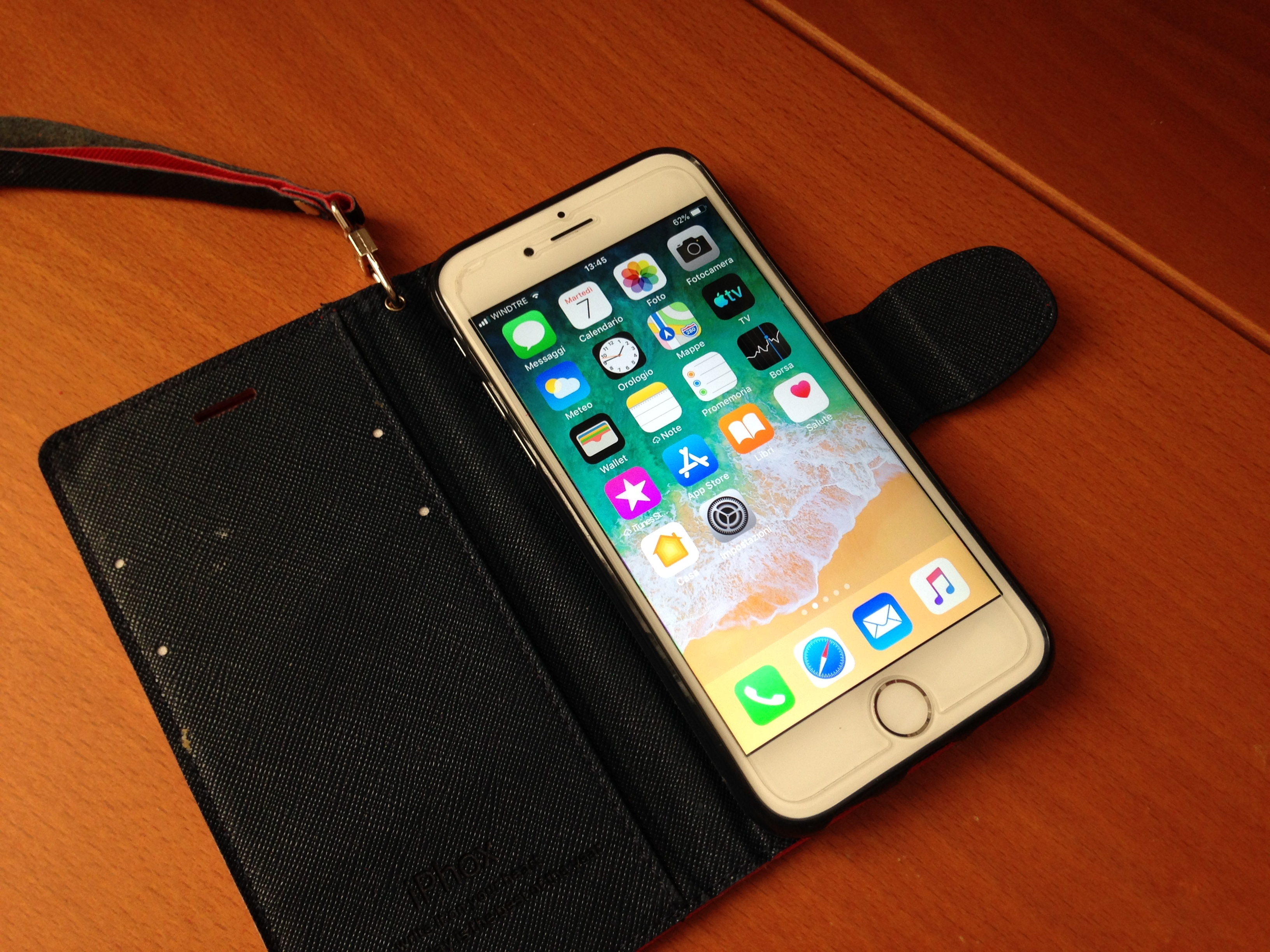
Un iPhone 6 fonctionnant sous iOS.
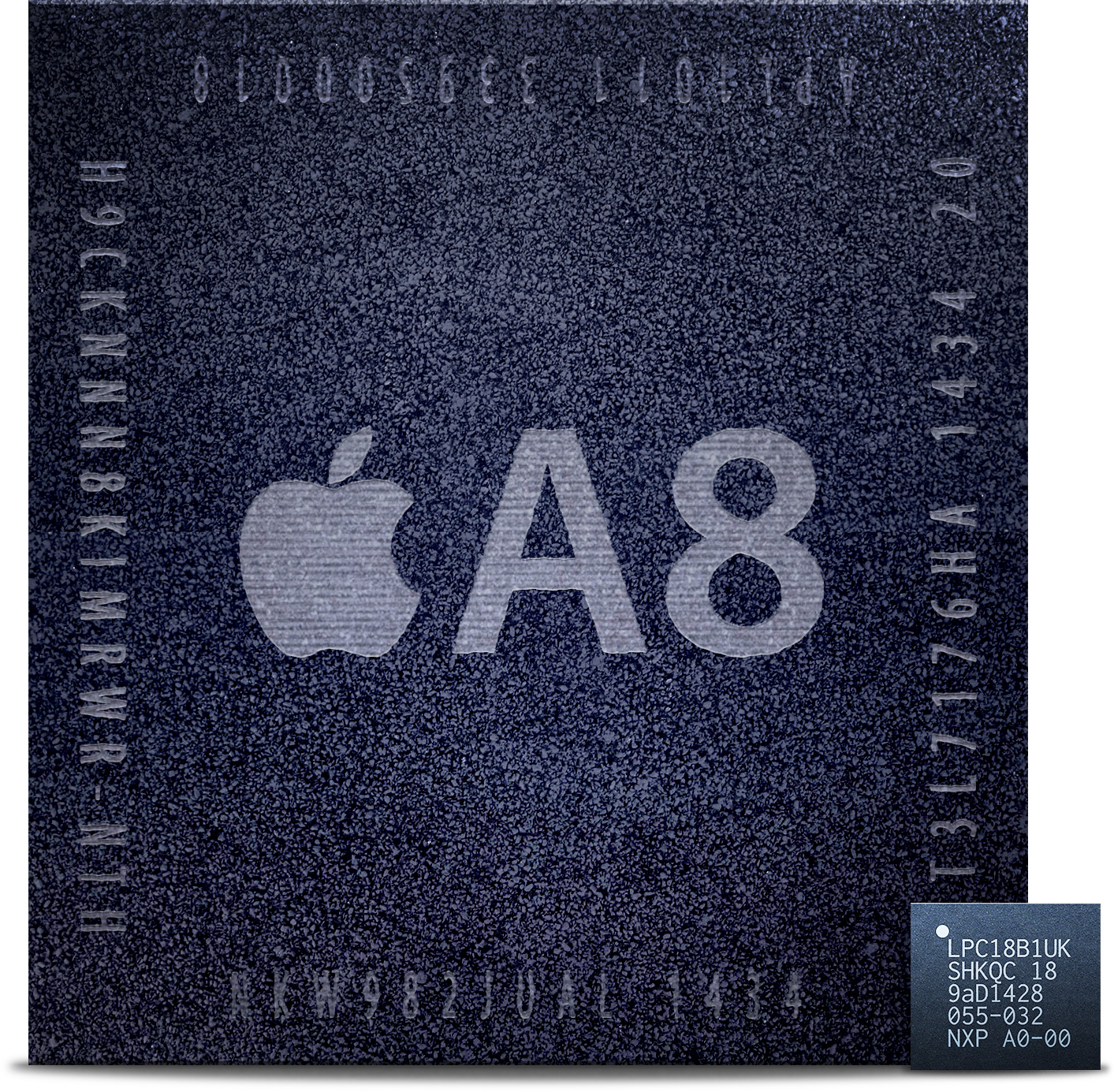
Comparaison du microprocesseur A8 et du co-processeur M8.
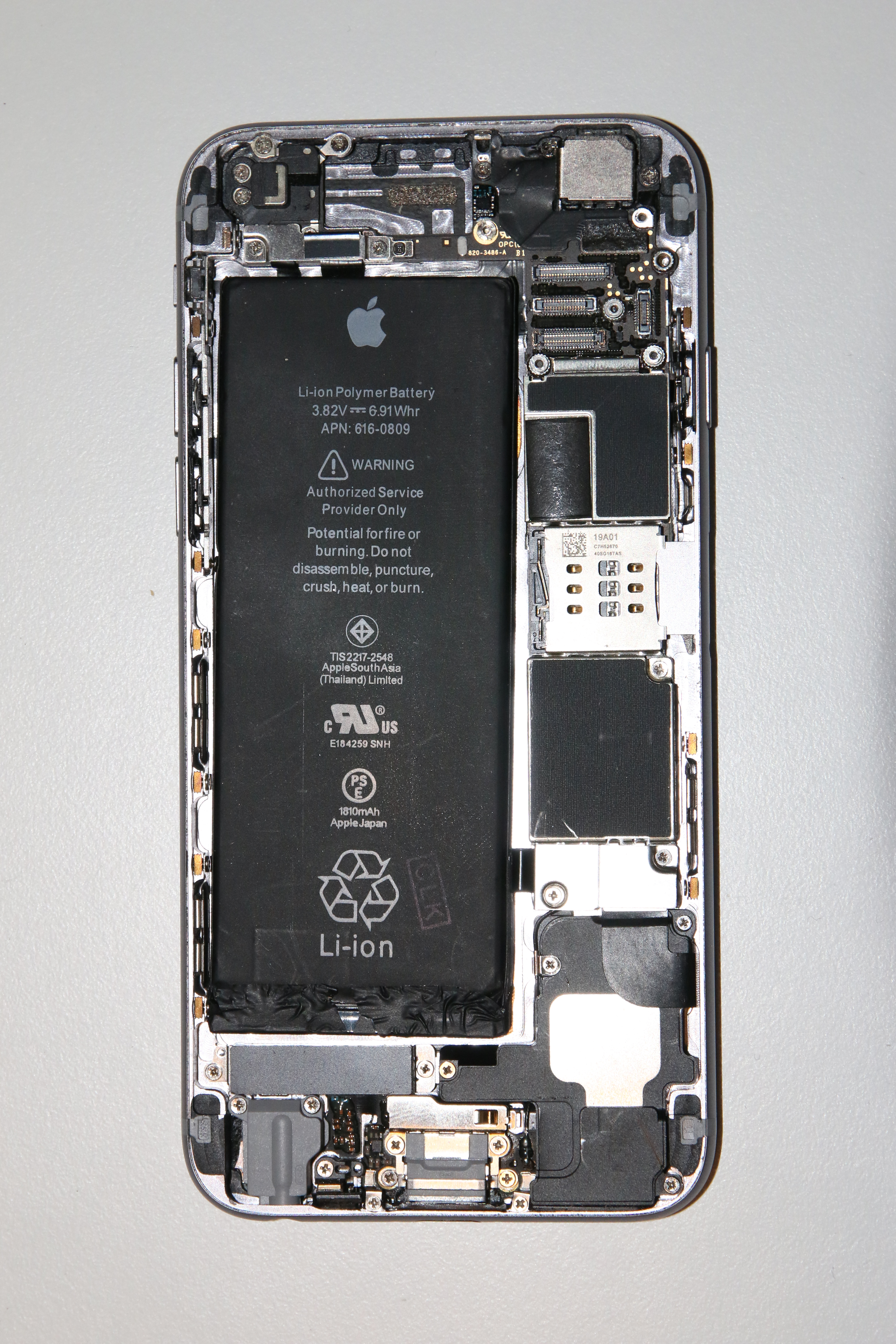
Carte mère et batterie d'un iPhone 6.
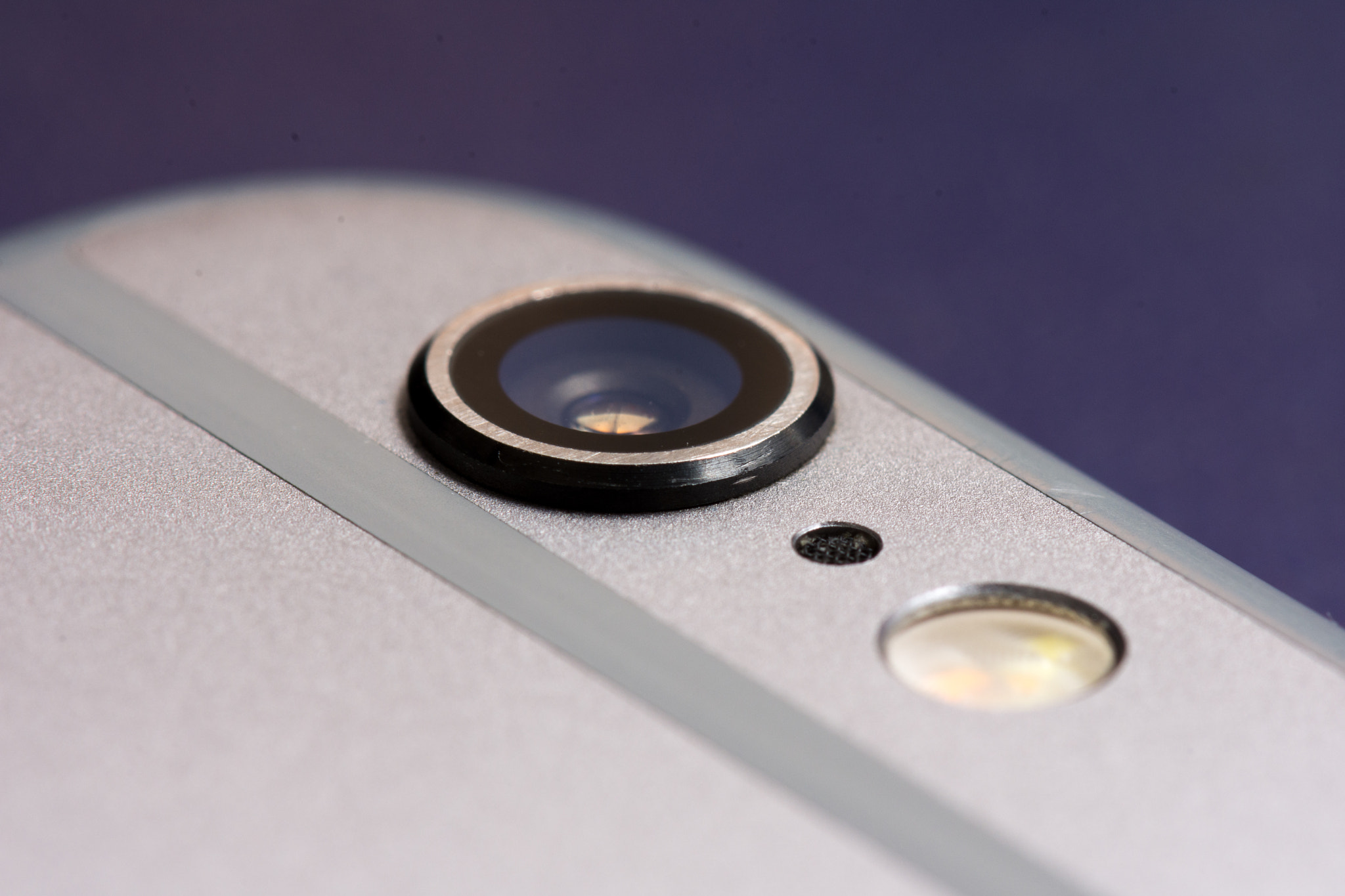
Appareil photo arrière de l'iPhone 6.

## Conception
Lors du lancement de l'iPhone 2G en 2007 jusqu'à l'iPhone 4S, la taille des écrans est de 3,5 pouces, soit plus petite que les téléphones concurrents. L'iPhone 5 et ses successeurs disposent d'un écran plus grand, mais de la même largeur que les modèles précédents, mesurant 4 pouces en diagonale.À la suite de la perte d'une partie du marché des smartphones au profit de sociétés produisant des téléphones dotés d'écrans plus grands, la firme américaine prépare le lancement de nouveaux modèles pour y remédier, dotés d'écrans de 4,7 et 5,5 pouces. Apple profite de ces développements pour introduire une plateforme de paiement mobile avec la communication en champ proche, une technologie incorporée dans de nombreux téléphones Android mais qui connaît un faible taux d'utilisation.
Le Bureau de la Propriété Intellectuelle de Pékin reconnait, en mai 2016, Apple coupable de contrefaçon pour avoir copié un brevet de la marque Shenzen Baili concernant son modèle 100C. En mai 2017, le tribunal de la propriété intellectuelle de Pékin, statuant en appel, considère qu'Apple n'a enfreint aucune règle en la matière.
| Couleur                   | Nom | Face avant | Antenne |
| ------------------------- | --- | ---------- | ------- |
| Space Gray - Gris Sidéral |     | Noir       | Gris    |
| Silver - Argent           |     | Blanc      | Gris    |
| Gold - Or                 |     | Blanc      | Blanc   |

### Lancement
Ces smartphones sont dévoilés le 9 septembre 2014 lors d'une conférence au Flint Center for Performing Arts à Cupertino en Californie. Les préventes débutent le 12 septembre et les ventes le 19 septembre suivants. En Chine, Apple informe les opérateurs de téléphonie mobile locaux que les smartphones ne seront pas commercialisés le 19 septembre en raison de « détails qui ne sont pas finalisés ». Les médias locaux indiquent que les appareils ne sont pas encore approuvés par le ministère de l'industrie et des technologies de l'information,. Plus tôt dans l'année, un reportage sur la Télévision centrale de Chine affirme que les appareils constituent une menace pour la sécurité nationale car la fonction de localisation sous iOS 7 pourrait révéler des secrets d'État.
Le 9 septembre 2015 lors de la sortie des iPhones 6s et 6s Plus, la commercialisation des versions 128 Go est arrêtée ainsi que celle de la version or des deux téléphones, tandis que les versions 16 et 64 Go en argent et en gris sidéral restent disponibles à la vente à prix réduit.

### Fabrication
D'après l'estimation du site spécialisé Teardown, le coût de fabrication des smartphones est légèrement inférieur à 250 dollars. Ils coûtent donc plus cher à produire que leurs prédécesseurs car leurs composants tels que la mémoire SSD, le processeur et les capteurs sont plus onéreux.
La fabrication des smartphones est confiée à l'entreprise Foxconn, qui produit 70 % des modèles. 10 000 robots sont déployés pour automatiser la fabrication afin d'assurer une production d'environ 30 000 smartphones par an. L'entreprise Pegatron prend le relais sur la production des smartphones et la prise en charge des commandes.
En septembre 2014, malgré l'existence de strictes mesures de sécurité, un salarié du fabricant Foxconn est arrêté et accusé d'avoir profité de son travail pour dérober des composants du smartphone afin de les revendre,. Le préjudice s'élève à 6 000 ¥ (Yuan) soit 960 $,.
La production des smartphones est arrêtée le 7 septembre 2016, date de la sortie de leurs successeurs, les iPhone 7 et 7 Plus, ainsi que par l'iPhone SE de première génération en entrée de gamme sorti le 31 mars 2016,. Une nouvelle version du smartphone disposant de 32 Go de stockage est lancée sur les marchés asiatiques en février 2017. Cette version est commercialisée en Europe en mai 2017, puis aux États-Unis et au Canada en juillet 2017.

#### Conditions de travail
De nombreux employés de l'entreprise Pegatron se plaignent de leurs conditions de travail dans le cadre de la fabrication de l'iPhone 6. La chaîne d'information britannique BBC News enquête en caméra cachée dans les locaux de l'entreprise et dénonce les faits, deux journalistes de la chaîne s'étant fait embaucher afin de documenter les éventuels abus. Les employés travaillent ainsi plus de 60 heures hebdomadaires, certains allant jusqu'à s'endormir sur leur lieu de travail après avoir enchaîné plus de 12 h d'activité consécutives, parfois 16 h. Les employés sont également privé de pause et de repos hebdomadaire. Des conditions dangereuses et indignes sont également signalées lorsque les journalistes se déplacent à Bangka, en Indonésie, et y découvrent des enfants extrayant à mains nues le minerai d'étain dans des exploitations illégales,,.
Tim Cook, PDG d'Apple, indique être « profondément indigné par la situation », ajoutant que « Nous savons qu’il existe de nombreux problèmes là-bas (...) Mais nous ne nous reposerons pas tant qu’il restera des personnes dans notre chaîne logistique qui ne seront pas traitées avec le respect et la dignité qu’elles méritent » et rappelle à la Chine que le nombre d'heures hebdomadaires est théoriquement fixé à 60 heures. L'entreprise Pegatron déclare enquêter sur la situation et prend les mesures nécessaires afin d'assurer la sécurité de ses employés,.

#### Chiffres de vente
En seulement 24 h, plus de 4 millions de précommandes des smartphones sont passées, dépassant l'offre disponible. Trois jours après leurs ventes, 10 millions d'unités sont vendues, établissant un record pour la société. 71,5 millions de smartphones sont vendus trois mois après leur commercialisation.
Lors de l'annonce des résultats du premier trimestre 2015, 74,5 millions d'iPhone sont vendus et établissent un nouveau record,,. Le chiffre d'affaires de la société et les profits entraînent une augmentation des bénéfices de 48 %  générés par les ventes d'iPhone,,.

## Réception

### Accueil critique

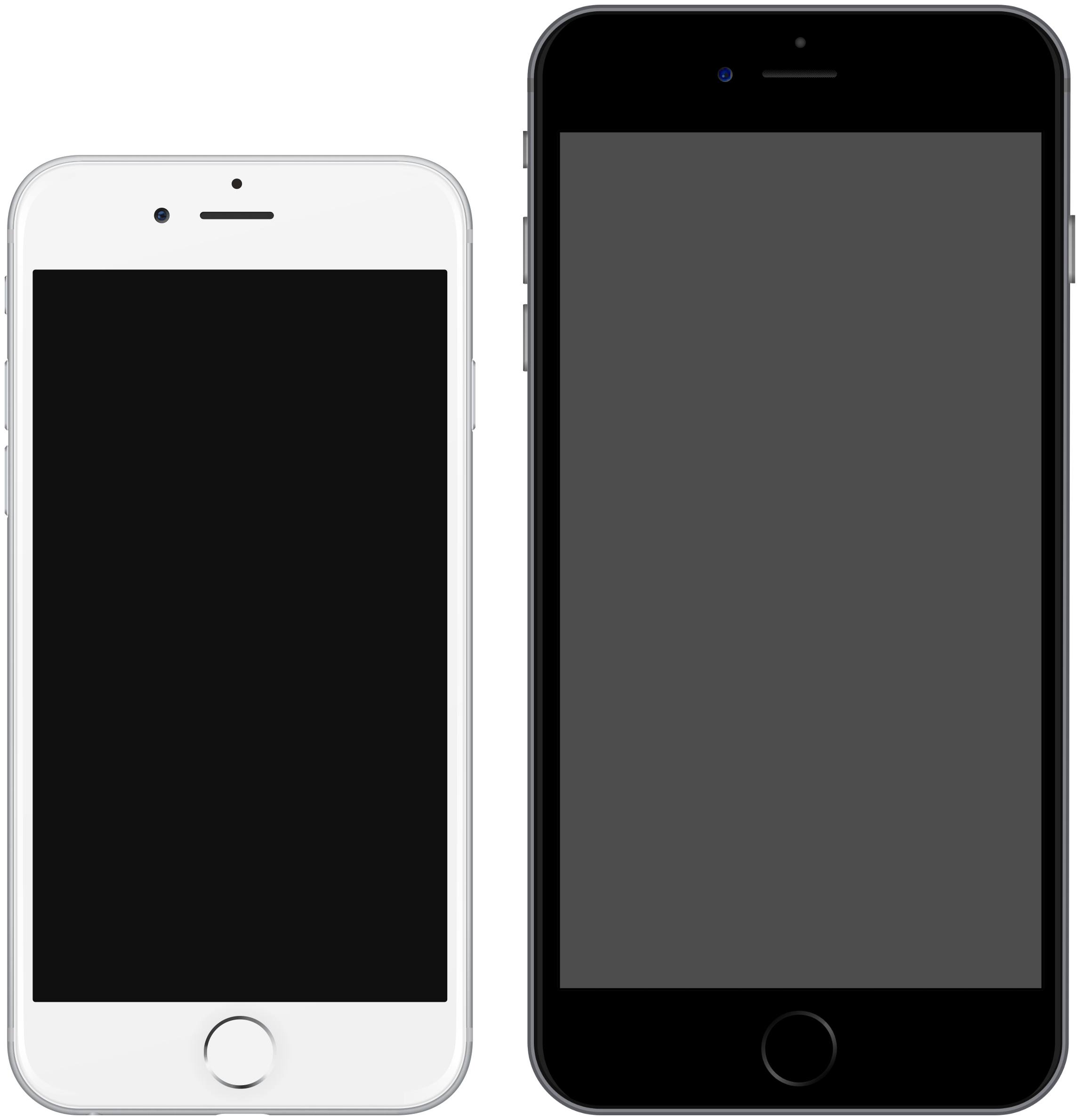
Un iPhone 6 (téléphone de gauche) et un iPhone 6 Plus (téléphone de droite) côte à côte.

L'accueil critique des deux téléphones est globalement positif. Certains journaux spécialisés font l'éloge des deux modèles, saluant leur conception, l'amélioration de l'autonomie de la batterie par rapport à leur prédécesseur, le système d'exploitation iOS 8, est jugé plus performant et plus intuitif, ainsi que la qualité de l'appareil photo. Toutefois, les bandes d'antenne en plastique à l'arrière du téléphone sont critiquées pour leur piètre aspect. L'écran est également critiqué pour sa résolution et sa densité de pixels inférieures à celles des autres smartphones récents, y compris ceux qui ont la même taille d'écran tels que le HTC One. Enfin, son prix de vente est jugé trop élevé,.
D'autres médias désapprouvent la conception de l'iPhone 6 Plus, le jugeant inconfortable à tenir et plus difficile à saisir que d'autres appareils tels que le Samsung Galaxy Note 3 et le LG G3. Ils écrivent également que la durée de vie de la batterie est légèrement supérieure à celle de l'iPhone 6 et n'hésitent pas à critiquer l'absence d'enregistrement vidéo en Ultra HD en raison de la résolution insuffisante du capteur photo,.

### Problèmes et dysfonctionnements
De nombreux problèmes et dysfonctionnements sont relevés par les utilisateurs de la société américaine sur les deux smartphones, il est signalé que le boîtier des smartphones se plie sous la pression lorsqu'il est dans les poches. Bien que ces problèmes ne soient pas propres à ces seuls modèles, ce défaut de conception est connu sous le nom de Bendgate. Apple répond aux critiques en déclarant n'avoir reçu que neuf plaintes concernant des appareils pliés et que les dommages causés sont rares. L'entreprise affirme que ces téléphones font l'objet de tests de durabilité pour s'assurer qu'ils résistent à une utilisation quotidienne; la société propose de remplacer les smartphones pliés, s'il est prouvé que le pliage est involontaire,. Le 1er octobre 2014, Axel Telzerow, rédacteur en chef du magazine allemand Computer Bild, rapporte qu'un vidéaste a réussi à faire plier un iPhone 6 Plus en vidéo. À la suite de cette publication, un représentant d'Apple Allemagne annonce que Telzerow a l'interdiction de participer à de futurs événements et qu'il ne recevra plus d'appareils directement de la firme américaine pour les tester, ce à quoi le rédacteur répond dans un communiqué : « Nous vous félicitons pour votre belle nouvelle génération d'iPhones, même si l'un d'entre eux présente un léger défaut de boîtier. Mais nous sommes profondément déçus par le manque de respect de votre société ».
Par ailleurs, Le 3 octobre 2014, le site 9to5Mac publie un post affirmant que certains utilisateurs se plaignent sur les réseaux sociaux de ce que leur smartphone arrache leurs cheveux lors d'appel,. Les utilisateurs de Twitter déclarent que la soudure entre l'écran en verre et le boîtier en aluminium des smartphones est à l'origine du problème, des cheveux y étant retenus.
Certains utilisateurs signalent que les modèles d'iPhone 6 de 64 et 128 Go connaissent des problèmes de performance, et que certains modèles d'iPhone 6 Plus de 128 Go s'arrêtent et redémarrent dans de rares cas. Business Korea explique que ces problèmes sont liés à la cellule à trois niveaux NAND de stockage des modèles concernés, bénéficiant d'une plus grande capacité de stockage et d'un moindre prix que les solutions à double niveau. Apple annonce son intention de revenir à des modèles de cellules flash multi-niveaux pour les lignes concernées et de régler les problèmes de performance des appareils existants dans une future mise à jour iOS.
Les systèmes de stabilisation optique de l'image de certains modèles sont défectueux : ils ne se stabilisent pas correctement lorsque le téléphone est immobile, ce qui cause des photos floues et des vidéos avec des ondulations. Il est également constaté que le système de stabilisation optique de l'image est affecté par des accessoires qui utilisent des aimants, tels que les fixations de lentille. Apple publie alors des recommandations aux utilisateurs et aux fabricants d'accessoires agréés, avertissant que les accessoires magnétiques ou métalliques peuvent entraîner un dysfonctionnement de la stabilisation optique de l'image. Le 21 août 2015, Apple met en place un programme de réparation pour les modèles d'iPhone 6 Plus commercialisés entre septembre 2014 et janvier 2015, en invoquant le fait que les appareils photo arrière défectueux des modèles concernés peuvent produire des images floues. Certains modèles présentent un problème au niveau de l'appareil photo frontal qui est en quelque sorte décalé ou hors de sa place. Apple déclare accepter de remplacer gratuitement les modèles les plus touchés par ce problème. Malgré de nombreuses plaintes à ce sujet, cela ne semble pas affecter l'appareil photo lui-même.
Le bouton Home présente également des dysfonctionnements, notamment s'il est réparé ou modifié par une tierce partie, l'appareil ne pourra pas passer les contrôles de sécurité liés au Touch ID car les composants ne sont pas validés pour des raisons de sécurité. Ce processus est effectué que par un réparateur agréé au sein de l'Apple Store. L'échec de ces contrôles désactive toutes les fonctionnalités liées au Touch ID. De tels effets se sont parfois produits à la suite de dommages. Il est signalé que ces mêmes contrôles d'intégrité matérielle déclenchent une boucle irrécupérable en mode récupération si iOS est mis à jour et les restaurations de l'appareil via le logiciel iTunes entraînent un message « erreur 53 ». Au-delà de l'explication selon laquelle cela est lié à des erreurs d'intégrité matérielle concernant les composants Touch ID, Apple n'a fourni aucune explication officielle sur ce qui déclenche spécifiquement l'erreur 53, ni sur la manière dont elle peut être corrigée sans remplacer l'appareil entier. Le 18 février 2016, la firme américaine publie un correctif iOS 9.2.1 qui traite de ce problème et admet que l'erreur 53 est en fait liée à un contrôle de diagnostic pour inspecter le matériel Touch ID avant qu'un iPhone ne soit expédié de ses usines.
D'autres utilisateurs affirment que lorsqu'ils changent manuellement l'heure sur leur smartphone ou lorsqu'ils voyagent et changent de fuseau horaire, le pourcentage de batterie reste fixe et ne change pas. La firme américaine, dans un communiqué, annonce la publication d'une nouvelle mise à jour pour corriger ce problème,.
L'écran tactile de l'iPhone 6 Plus connait une perte de réactivité de l'écran : soit les images se mettent à trembler, soit une barre grise apparaît en haut de l'écran sans raison particulière. Ces dysfonctionnements peuvent conduire à une panne totale des appareils. La firme américaine proposait une réparation pour un montant d'environ 170 dollars, à condition que le téléphone ne soit « ni cassé, ni fêlé »,. Ce problème serait lié à la fabrication des smartphones car les composants, au fil du temps, se désoudent sans avoir pourtant subi de chutes.
Un ralentissement des smartphones est constaté par les utilisateurs et Apple reconnaît à partir de 2017 avoir mis à jour le logiciel des iPhone 6, 7 et SE pour limiter l'efficacité de leur processeur. En 2020, l'entreprise verse 113 millions de dollars à 33 États américains qui la poursuivaient, « estimant qu’Apple avait trompé ses clients et aurait dû remplacer les batteries ou communiquer sur ce problème ».

## Impact environnemental

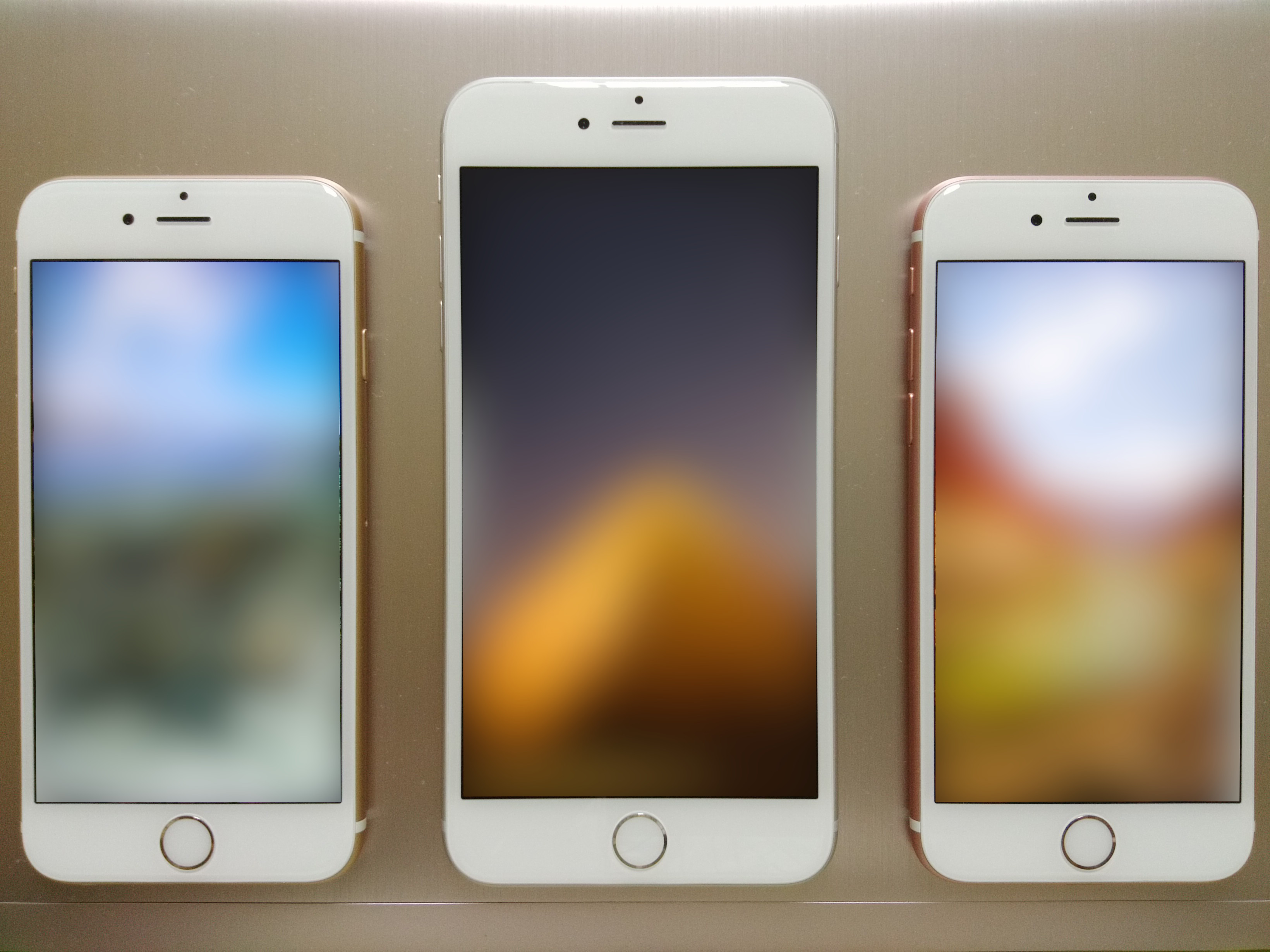
L'IPhone 6 à droite et à gauche.L'IPhone 6 plus (au milieu).

L'impact environnemental des smartphones est en hausse comparé à la génération précédente d'iPhone. Environ 95 kg eqCO2 de gaz à effet de serre sont émis pour la production d'un iPhone 6, contre 75 kg pour l'iPhone 5,. 110 kg sont émis pour l'iPhone 6 Plus, soit deux fois plus que pour l'iPhone 5c. La production des iPhone 6 et 6 Plus a le plus gros impact environnemental, avec respectivement 80 et 89 kg émis par téléphone. Les autres sources d'émissions sont le transport (10,5 et 15,4 kg), l'utilisation de l'appareil par le client final (2,85 et 4,4 kg) et le recyclage des appareils en fin de vie (1 et 1,1 kg). Au total, les émissions liées aux iPhones 6 et 6 Plus sont plus de deux fois plus élevée que pour l'iPhone 5c.